# Konyaspor Kulübü (pallacanestro)
Il Konyaspor Kulübü è un club di pallacanestro turco con sede a Konya. Fa parte della polisportiva Konyaspor.